# Lannen
Lannen (en luxemburguès: Wolwen; en alemany: Lannen) és una vila de la comuna de Redange, situada al districte de Diekirch del cantó de Redange. Està a uns 29 km de distància de la ciutat de Luxemburg.